# 比留間豊
比留間 豊（ひるま ゆたか、1918年1月6日 - 2002年1月26日）は、日本の土木工学者。東京帝国大学（現在の東京大学）土木工学科卒。
技術開発、特に道路の機械化施工に取り組み、高速道路事業に大きな功績を残した。コンクリート製防護壁の発明者。土木学会名誉会員。建設省道路局道路公団監理官、株式会社間組常務取締役、東京道路エンジニア株式会社社長などを歴任。日韓トンネル研究会参与。1989年6月、勲三等瑞宝章受章。2002年1月26日、心不全のため死去、享年84。

## 主な著書
- 『現場技術者のための基礎の施工法と施工機械』近代図書・1970年
- 『道路トンネルの附帯設備(新道路シリーズ)』 1966年